# Partidul „Totul pentru Țară”

Drapelul Partidului „Totul pentru Țară”.

Partidul „Totul pentru Țară” (PTȚ) a fost un partid de extremă dreaptă înființat în 1993, la inițiativa unui grup de foști participanți în Rezistența Națională Anticomunistă, legionari, deținuți politici și partizani în munți. Deoarece partidul legionar a fost singurul interzis după Revoluția Română din 1989, legionarii au căutat diverse denumiri pentru mișcarea lor ultima fiind PPP: Partidul „Pentru Patrie”.
PTȚ susține că ar fi o reacție la continuitatea și consolidarea structurilor sistemului dinainte de 1989, dezvoltarea unui politicianism corupt și imoral, întemeietorii săi declarând că acestea puneau în pericol existența neamului românesc și a statului național unitar român, amenințând România cu izolarea de lumea civilizată. În aceste condiții, vechii legionari au considerat că Rezistența Națională trebuie să continue, dar în condițiile și cadrele puse la dispoziție de Statul de Drept. PTȚ-ul venerează memoria legionarilor Corneliu Zelea Codreanu, Horia Sima sau Radu Gyr, după cum reiese din publicația „Buciumul”.
Partidul a fost scos în afara legii în anul 2015.

## Doctrină
Întemeietorii PTT-ului au declarat în repetate rânduri că acest partid este singura forță politică care continuă în mod legitim spiritul Rezistenței Naționale Anticomuniste.
Spre deosebire de ideologia cuzistă si dar la fel ca cea legionară, PTT-ul nu a adoptat formal antisemitismul ca scop sau practică socială.

## Sediu
În presa din preajma anului 2000, PTT-ul s-a făcut mediatizat ca singurul partid din România ai cărui membri au construit, exclusiv prin eforturile bănești și munca lor, un sediu central, pe un teren donat, de asemenea, de un membru, fost deținut politic.  (Libertatea, septembrie 1999).

## Conducere
- Președinte: Virgil Totoescu (Suceava) - învățător, participant la Rezistența Națională Anticomunistă, fost deținut politic între 1948 și 1964. Responsabil regiunea Moldova.
- Președinte executiv: Cătălin M. (Galați) - profesor.
- Vicepreședinte (aria metropolitană București): Corneliu Suliman (București) - participant la Rezistența Naționala Anticomunistă, fost deținut politic, inginer constructor, întreprinzător.
- Vicepreședinte (zona Transilvania-Banat): C. Baciu - jurist, economist, dr. în drept.
- Vicepreședinte (zona Sud): Răzvan A. (București) - inginer.
- Secretar-general: Florin Dobrescu (București) - profesor, licențiat în geografie.

## Membri marcanți
Un alt prilej de mediatizare a fost apartenența la PPP a unor personalități cunoscute în societatea românească, cum ar fi: Ion Gavrilă Ogoranu, liderul Rezistenței Armate Anticomuniste din Munții Făgărașului (vicepreședinte și apoi președinte al PPP până la moarte), actorul Ernest Maftei, el însuși fost deținut politic, Mircea Nicolau, președintele Fundației „Prof. George Manu” — implicat la vârf în Rezistența Anticomunistă și deținut politic timp de 20 de ani, Nicolae Purcarea, artist popular (sculptor în lemn), prof. univ. dr. Ion Brad (biochimist, cunoscut pe glob ca „tatăl cătinei albe”), Părintele Constantin Voicescu, fost deținut politic și unul din vârfurile Pieței Universității în 1990, Părintele Dumitru Bălașa, supranumit „Patriarhul de la Vâlcea”, reputat istoric al perioadei dacilor și alții.

## Publicații
- Curierul Informativ al P.P.P. (1993–2002)
- Buciumul – Curierul P.P.P. (2002–2009)